# Sykatywa
Sykatywa, suszka (ang. siccative, z łac. siccativus 'wysuszający') – materiał przyspieszający schnięcie farb olejnych.
Jako sykatywy używa się najczęściej soli kwasów pochodzących z kalafonii z metalami o zmiennym stopniu utlenienia (ołowiu, miedzi, kobaltu, wanadu). Biorą one udział w naturalnej polimeryzacji rodnikowej, która powoduje sieciowanie oleju, czyli potocznie jego schnięcie.
Zjawisko to zostało zaobserwowane już przez wczesnośredniowiecznych malarzy, którzy zalecali gotowanie oleju przeznaczonego na werniksy i mikstiony w miedzianych kociołkach lub dodawanie do gotowania kawałków metalu.
Sykatywy nabrały znaczenia z chwilą pojawienia się malarstwa olejnego. Początkowo malarze stosowali własne sposoby, jak wspomniane wyżej, czy też wrzucanie do zapasu oleju przeznaczonego na spoiwo rozgrzanych kawałków miedzi lub ołowiu. Zauważono także, że farby olejne oparte na związkach ołowiu (np. biel ołowiowa) schną szybciej i przyśpieszają schnięcie innych, zmieszanych z nimi farb.
W czasach nowszych i współcześnie stosuje się sykatywy głównie fabryczne, sprzedawane zwykle jako roztwory soli metali w terpentynie balsamicznej. Niekiedy stosowane są sykatywy w postaci żelu. Zwykle dodaje się je do spoiwa lub miesza niewielką ilość z farbami na palecie.
Nadmierny dodatek sykatywy może powodować szybsze starzenie się warstwy malarskiej, a w skrajnych przypadkach jego przedwczesne zniszczenie i spękanie.
Sykatywy są dodawane również, prawie z reguły, do olejnych farb technicznych i przemysłowych.